# Route 21 (Ontario)
Pour les articles homonymes, voir Route 21.
La route 21 est une route provinciale de l'Ontario suivant la rive est du lac Huron. Nommée Bluewater Trail sur toute sa longueur, elle s'étend sur 226,8 kilomètres en passant principalement dans Goderich, Kincardine et Owen Sound. Elle permet de relier la ville de Sarnia (via l'autoroute 402) à Owen Sound.

## Tracé
La 21 commence à Warwick, sur l'autoroute 402 (sortie 34), en direction de Sarnia et de Port Huron (vers l'ouest) ou de London. La route 21 se dirige vers le nord pendant une vingtaine de kilomètres jusqu'à la rive du lac Huron après avoir traversé Forest. Elle commence à partir de ce point à suivre la rive est du lac Huron en frôlant la limite du Pinery Provincial Park (Parc provincial Pinery) en traversant les municipalités de Grand Bend, Bayfield et Goderich. À Goderich, la 21 croise la route 8 en direction de Clinton et de Stratford. La route 21 continue ensuite sa route vers le nord-nord-est en suivant toujours la rive est du lac Huron en croisant la route 9 à Kincardine et en passant dans Tiverton, Port Elgin et Southampton. À Southampton, la route 21 se détache du lac Huron pour se diriger vers Owen Sound, où elle se termine dans le centre-ville après avoir formé un multiplex avec la route 10.

## Intersections Principales
| Route 21   |     |                                       |                               |                              |
| ville      | km  | Intersection                          | Destination                   | Notes                        |
| Forest     | 0.0 | A-402 - vers I-69 et I-94 au Michigan | Sarnia, Détroit, London       | Début de la 21               |
| Goderich   | 92  | Route 8 est                           | Clinton, Stratford, Kitchener |                              |
| Kincardine | 143 | Route 9 est                           | Walkerton, Harriston          |                              |
| Owen Sound | 221 | Route 6 nord                          | Tobermory, Sudbury            | Début du multiplex avec la 6 |
| Owen Sound | 226 | Route 6, Route 10, Route 26           | Chatsworth, Barrie            | Fin de la 21                 |